# Хасанов, Сафа Хузянович
Сафа Хузямович Хасанов (26 июня 1916 года, дер. Уметбаево — 24 сентября 1973 года) — командир миномётного взвода 58-го гвардейского кавалерийского полка 16-й гвардейской кавалерийской дивизии, сформированной в декабре 1941 года в городе Уфе, как 112-я Башкирская кавалерийская дивизия, 7-го гвардейского кавалерийского корпуса 61-й армии Центрального фронта, гвардии старший лейтенант, Герой Советского Союза.

## Биография
Сафа Хузямович Хасанов родился 16 июня 1916 года в деревне Уметбаево Стерлибашевского района Башкирии в семье крестьянина. Окончил 7 классов школы. Башкир. Член КПСС. Работал бригадиром, счетоводом, председателем колхоза. Окончил Стерлитамакскую совпартшколу.
В Красной Армии с 1938—1940 годах и с декабря 1941 года, на фронте с мая 1942 года. В 1942 году Сафа Хузямович окончил курсы младших лейтенантов.
Командир миномётного взвода гвардии младший лейтенант С. Х. Хасанов отличился в боях за освобождение Брагинского района Гомельской области.
27 сентября 1943 года взвод в числе первых форсировал Днепр, на захваченном плацдарме подавил три огневые точки противника, обеспечив форсирование реки эскадрону. В бою за деревню Нивки взвод, окружённый врагами, полтора часа отбивал контратаки противника.
Указом Президиума Верховного Совета СССР «О присвоении звания Героя Советского Союза генералам, офицерскому, сержантскому и рядовому составу Красной Армии» от 15 января 1944 года за «образцовое выполнение боевых заданий командования на фронте борьбы с немецкими захватчиками и проявленными при этом отвагу и геройство» гвардии младшему лейтенанту Хасанову Сафе Хузямовичу присвоено звание Героя Советского Союза с вручением ордена Ленина и медали «Золотая Звезда».
С 1946 года старший лейтенант Хасанов С. Х. — в запасе, до 1969 года работал председателем колхоза, сельсовета в Стерлибашевском районе.
Умер 26 сентября 1973 года. Похоронен в селе Елимбетово Стерлибашевского района.

## Память
- В селе Елимбетово Стерлибашевского района установлены бюст и мемориальная доска.
- Имя Героя носит улица в селе Стерлибашево.
- Имя Героя носит школа №29 и улица в городе Красный Луч Луганской области.
- В 1975 году на родине Героя — в деревне Уметбаево Стерлибашевского района Башкирии торжественно открыт памятник славному земляку. Имя С. Х. Хасанова высечено золотыми буквами на мемориальных досках вместе с именами всех 78-и Героев Советского Союза 112-й Башкирской кавалерийской дивизии, установленных в Национальном музее Республики Башкортостан и в Музее 112-й Башкирской кавалерийской дивизии.

## Награды
- Медаль «Золотая Звезда» Героя Советского Союза (15.01.1944)[2];
- орден Ленина (15.01.1944);
- орден Отечественной войны 2-й степени (31.03.1945)[4];
- орден Красной Звезды (27.09.1943)[5];
- медали.